# سورن آقبالیان
سورن گئورگی آقبالیان (ارمنی: Սուրեն Գևորգի Աղբալյան؛  زادهٔ ۱ فوریهٔ ۱۹۵۰) یک متالورژیست‌ و استاد اهل ارمنستان است.

## زندگی‌نامه
در 	۱ فوریهٔ ۱۹۵۰ ‏در آچاجور به دنیا آمد و از دانشگاه دولتی ایروان فارغ‌التحصیل شد. وی عضو آکادمی علوم نیویورک می‌باشد. وی همچنین برنده دانشمند شایسته جمهوری ارمنستان شده است.

## یادداشت
1. ↑  տեխնիկական գիտությունների դոկտոր